# Pláž Klapkalnciems
Pláž Klapkalnciems, lotyšsky Klapkalnciema pludmale, je písečná pláž na pobřeží Rižského zálivu Baltského moře v Lotyšsku. Nachází se na území vesnice Klapkalnciems v Engures pagasts v kraji Tukums v regionu Kurzeme.

## Další informace
Pláž Klapkalnciems patří mezí nejlepší pláže Lotyšska. Nachází se v blízkosti pobřežní silnice, poblíž kempu Kempings Ronīši, cca 0,8 km od centra vesnice Klapkalnciems od kterého je oddělena pásmem lesa. Pláž není střežená a má zlatavý písek a tak není třeba mít ochranou obuv. Ani v sezóně to není přeplněné místo. Pláž, která nabízí parkoviště, lavičky, restauraci, půjčovny, hřiště, převlékárny, sprchy a toalety, je celoročně volně přístupná. Vstup se zvířaty není povolen. Na pláži má své ústí říčka Lāčupe/Lāčupīte. Část pláže se nachází v Národním parku Ķemeri.

## Galerie

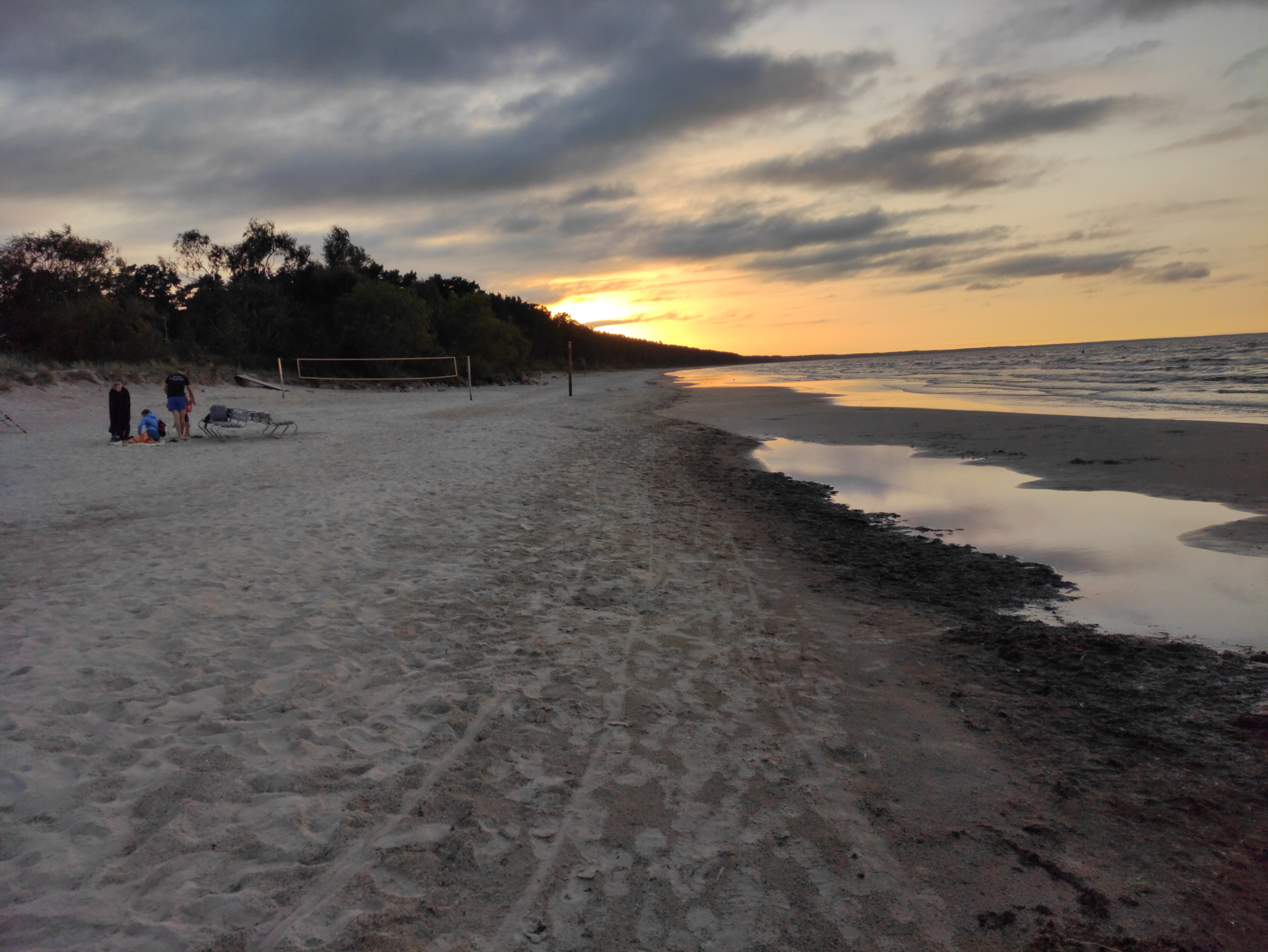
Pláž po západu slunce
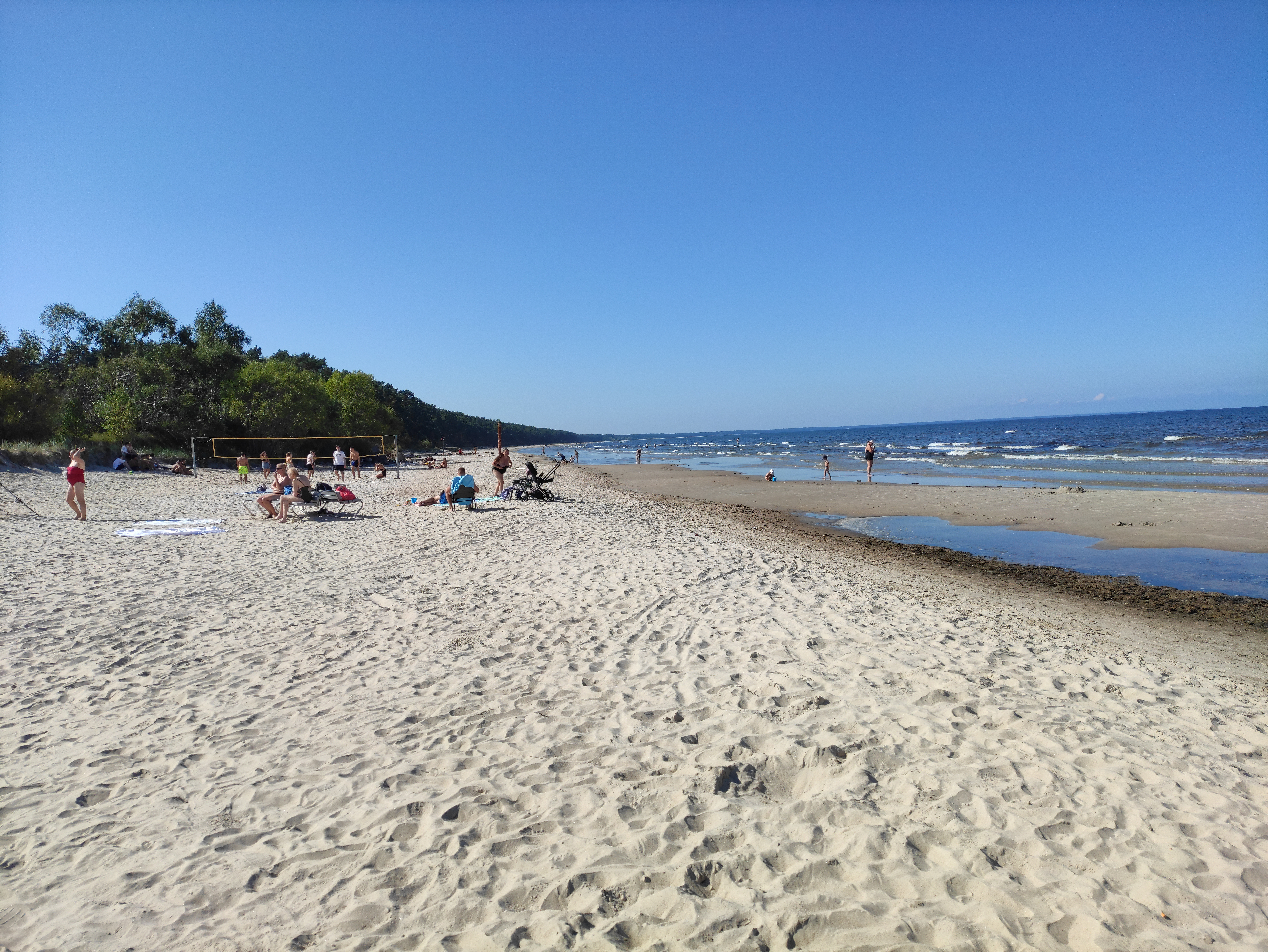
Pláž ve dne
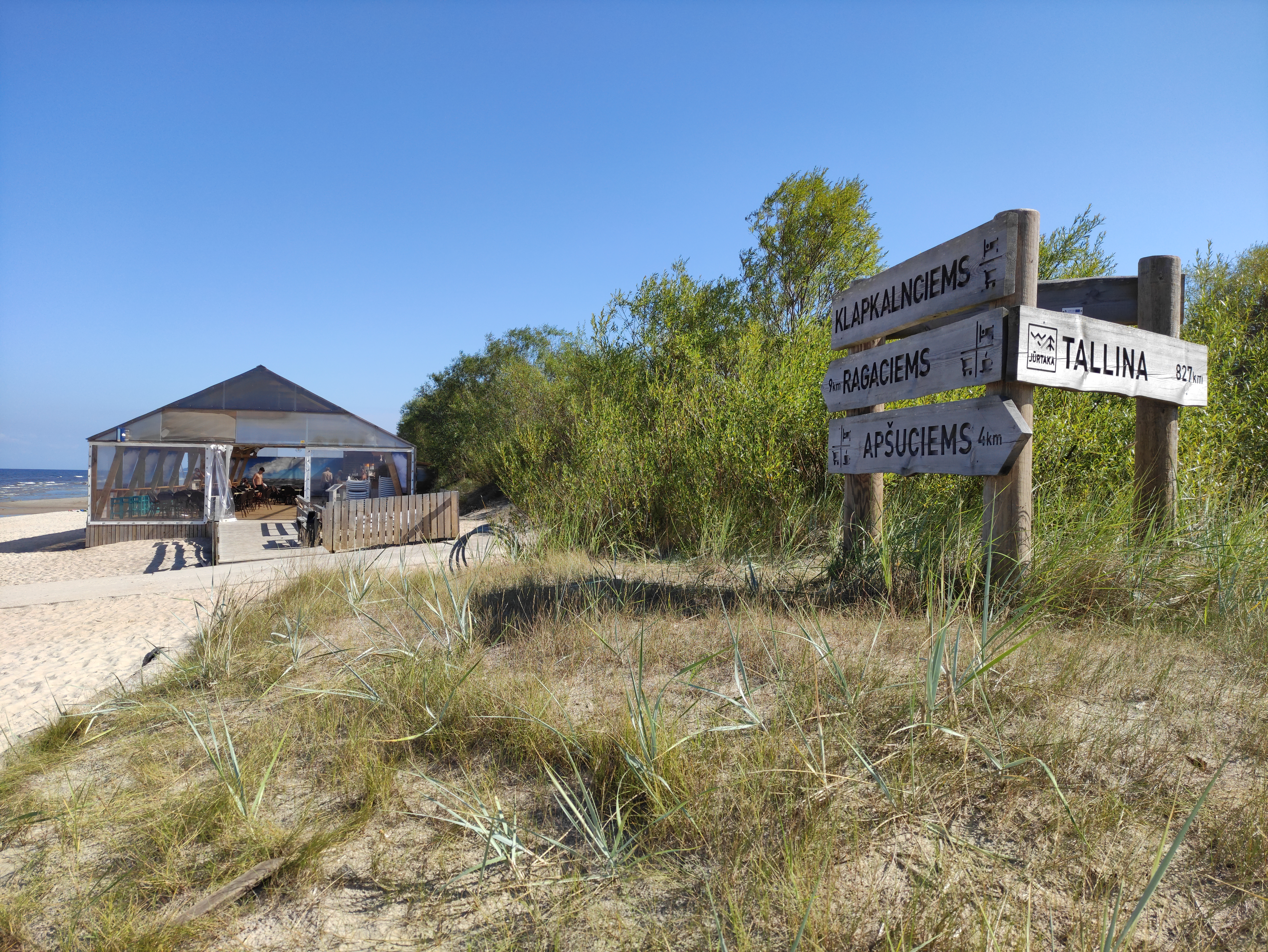
Ukazatele směru a vzdáleností měst